# 8ミリ映画
8ミリ映画（8ミリえいが、通称8ミリ）は、8ミリメートル (mm) 幅のフィルムを利用した映画である。映写に免許資格が不要で取り扱いが簡便なことから、1932年に家庭用途で発売されたのちに教育や産業用途などでも広く使われた。

## 略歴・概要
1965年頃にコダックや富士フイルムが多くの改良を施し、1970年代に市場がピークを迎えた。撮影用の生フィルムに加えて人気映画を収録して家庭で映写するためのパッケージも多数発売された。長編映画を全部収録すると複数巻組で高価になるため、日本で発売されたものは10 - 15分程度の名場面集であった。「ウルトラマン」など1話25分程度のものも第1話のみを10分に短縮して販売されている。映写機の普及率が高く富裕層マニア市場の存在する欧米では、長編映画フル収録のソフトもある程度販売された。これらのパッケージは1980年前後にビデオテープに代替されて姿を消し、1980年代後半に家庭用のVHSビデオテープを小型化したVHS-Cや8ミリビデオが発売されると撮影用の市場も急激に縮小し、フィルムや機材の生産、現像サービスの多くが中止された。
一般家庭や企業などの映像記録用途の役割を終えた後も、スクリーンに映写可能で、物理的にフィルムを切り張りすることで編集に高価な機材を必要とせず、1コマずつの撮影が可能で、透過光や光学合成に似た「シネカリグラフィ」などの映像効果が軽便に可能など利点が多く、アマチュア映像制作者、アニメーションや特撮の自主制作者らが重用した。1990年代に大手メーカーはカメラや映写機の製造を終了したが、愛好者らは自主映画を制作して上映した。
2000年代後半にMiniDV、液晶プロジェクター、高性能パソコンなどを用い、映像編集がデジタルで可能な環境となると、8ミリは現像やフィルム代など感材費、フィルム保存、映写可能環などが難点となり利用者が減少した。写真フィルム同様に銀塩のシネマフィルムを好むユーザーも存在する。
テレビドラマ用に面積が4倍の16ミリ、劇場用映画に面積が16倍の35ミリが使用される。近年は商用現場もフィルムを使用しないデジタルシネマを使用する。

## 8ミリフィルム映画のサウンドトラック
8ミリは家庭用を目的として登場した。当初は価格を低廉に抑えて音声機能を持たない「サイレント方式」のみで、のちに市販ソフト用にトーキーフィルムが開発された。トーキーは当初16ミリや35ミリと同様に光学式で、のちに家庭用カメラや家庭用映写機によるアフレコを可能とした磁気式が開発され、互換性の問題から以降に発売された映写機は両方の再生機能を備えた。フイルムの両端ぎりぎりに2トラックのステレオ録音が可能な製品もあったが、ビデオカメラの普及にともない現在はシングル8、スーパー8とも製造を中止している。

## フィルムの規格
8ミリフィルムは白黒とカラーに大別され、リバーサルフィルムが多用される。カラーフィルムは自然光の撮影に適したデイライト型と、白熱灯などの人工光での撮影に適したタングステン型がある。撮影時の光源によりフィルムを選択する。フィルムの横に磁性体を塗布した、画像の撮影と同時に音声の録音が可能な「サウンドフィルム」があった。

### ダブル8
ダブル8も参照。
1932年にコダックが発表した規格で、16ミリ幅のフィルムをリールに巻くが、16ミリ撮影用のフィルムとはパーフォレーションのピッチが異なる。
通常は25フィート（約7.5m）巻16ミリ幅フィルムの半分の幅を交互に使って往復撮影を行ない、現像後、半分に切って8ミリフィルムとした。一部には100フィート巻も存在した。A面撮影終了後にリールを反転してB面を撮影する。フィルム装填は露天で可能だが、直射日光下は困難を伴い万全を期すためにダークバッグを使用した。標準撮影コマ数は16コマ/秒で、撮影時間は各面約2分で合計約4分である。
アメリカではRegular-8（レギュラーエイト）、イギリスではStandard-8（スタンダードエイト）、その他のヨーロッパの国々ではNormal-8（ノーマルエイト）と呼ばれている。
1965年にスーパー8、シングル8が発表されるまでは8ミリの標準規格で、日本のメーカーもカメラや映写機などの機材やフィルムを発売したが後年に衰退した。現在は大手メーカーはフィルムを終売しており、一部の海外のマニアが加工・製作して販売している。日本国内では有限会社レトロエンタープライズの「レトロ通販」が販売代行と現像を担当する。

### ストレイトエイト
1935年（昭和10年）にアメリカベル&ハウエル社が発表した規格である。8ミリ幅でリールに巻き取るフィルムとシングル幅用の8mm撮影機フィルモ127-Aで構成した。ベル&ハウエル式シングル8「ストレイトエイト」は、ダブル8（スタンダード8mmフィルム）ほどには市場に出回ることはなく、1936年（昭和11年）にダブル8へ再設計し、フィルモ134-Aとして発売された。
同様な試みとして8ミリ幅のフィルムを独自カートリッジに収めた1937年（昭和12年）のドイツ製アグファ・モヴェックス8 、1956年（昭和31年）のアメリカ製ボルシー8、1964年（昭和39年）の富士フイルム・ラピッド8(未発売)、ソビエト連邦のカザン光学機器工場製のエクランシリーズカメラ、スヴェーマ社製フィルムなどが挙げられる。

### スーパー8
コダック社が開発し、1965年に発表した規格で、従来のダブル8と同じアセテートベースを採用している。ダブル8との相違点はパーフォレーションを小さくして画像面積を約1.5倍に拡大し、フィルム走行速度の標準を16コマ/毎秒から18コマ/毎秒へ速めた。高級機種は商業映画と同じ24コマ/毎秒とし、滑らかな動きの撮影・映写を可能とした。カートリッジ形式を採用して内部にプレッシャープレートを内蔵しており、ダブル8のようにゲートにフィルムを通す手間がなくなった。日中もフィルムのカブリや感光の危険がなくカメラにフィルムの装填が可能となり、カートリッジの切り込みでフィルム感度の自動設定を可能とした。フィルムの走行に一軸構造を採用したことでフィルムの巻き戻しは不可となり、オーバーラップなど特殊効果が不能となるが、のちに一部制限があるものの巻き戻しを可能にした。
スーパー8のカラーフィルムは基本的にタングステンタイプのフィル厶で、カメラが内蔵するフィルターで太陽光下も撮影可能である。発色が良く人気があったコダック社製フィルムは、コダクロームが2006年に、後継のエクタクローム64Tが2010年にそれぞれ生産終了となり、2010年にエクタクローム100Dが発売された。他に白黒フィルムのトライXやネガフィルムのビジョン3やPro8なども発売され、海外のアマチュアやプロらが多く使用している。
2010年現在、エクタクローム100D等のカラーリバーサルフィルムのみ日本国内で現像が可能である。現像は墨田区にある有限会社レトロエンタープライズ「レトロ通販」が担当し、主要カメラ店などからコダック社製スーパー8フィルムの現像依頼が可能である。

### シングル8
富士フイルムが開発し、1965年に発表した規格。パーフォレーションや画像の寸法などはスーパー8とほぼ同じだが、PETベースを採用しており、従来のアセテートより薄く、強度が強い。スーパー8とは厚みが違うためシングル8とスーパー8をつなぐと映写時にピントがずれる。マガジンカセット形式で、VHSテープの様に2軸で走行するため巻き戻しなどが可能である。
当初は「ラピッド8」の名称で開発し、パーフォレーションはダブル8と共通し映写機の互換性を保持した。ドイツのアグフアと共同開発で世界展開を目指したが、開発中にアグフアがコダックのスーパー8に鞍替えて開発から離脱した。富士フイルムは日本のカメラやフイルムメーカーに協力を募り、パーフォレーションと性能をスーパー8に同等として、発売当初から日本国内でデファクトスタンダードの立場を確立した。取り扱いの良好さは海外でも好評価を受け、富士フイルムの世界市場進出の足がかりになった。
- 後に参議院議員となる扇千景が1965年にシングル8のCMタレントとして起用され、「私にも写せます」のキャッチフレーズで当時発売した小型8ミリカメラのフジカシングル8とP1を宣伝し、「私にも写せます」は当時の流行語となった。

富士フイルムはカメラの出荷停止後も販売を継続していたが、2007年3月にフィルムの販売を、2008年9月に現像サービスをそれぞれ終了することを2006年4月25日に発表した。映画関係者や文化人らが危機感を持ち「フィルム文化を存続させる会」が結成し、大林宣彦監督らを発起人に約300人の賛同者が事業存続を求めて同社と協議し、設備の更新と修理、販売を数年延長した。
現在はサイレントフィルムのみが販売されているが、現像後に磁性体を塗布する「アフレコ仕上げ」が行われて、映写機などで後から録音が可能である。2008年ごろから機械の故障を理由に「アフレコ仕上げ」を中止したが2009年6月1日から再開した。
フィルム現像は2009年現在、日本国内では調布市のフジカラーサービス東京現像所と墨田区の有限会社レトロエンタープライズ「レトロ通販」で可能である。
富士フイルムは2009年6月に、フィルム販売と現像サービスの段階的終了予定を
- 2010年5月　FUJICHROME RT200N販売終了
- 2012年3月　FUJICHROME R25N販売
- 2013年9月　富士フイルムにおける現像サービス終了

と発表した。

## 機材
撮影および映写に必要な一般用機材は生産終了している。中古カメラを扱う店舗やオークションなどで中古品が入手可能、例外的にステレオスプライサー、スプライシングテープは販売が継続されている。
代表的な機材を記す。「※」は既に生産が終了している。
- 8ミリカメラ※ - 付属機器として、レリーズ、電磁レリーズ、各種フィルタ、アングルファインダなどがある。
- 三脚
- 照明機材
- エディタ（編集機）※
- スプライサー※ - 8ミリフィルムを任意の箇所で切断、あるいは接着する機材。付属品としてスプライシング・テープがある。
- 映写機※
- スクリーン - 家庭用の8ミリでは白い壁、あるいはシーツなどで代用されることも多かった。